# تاريخ الاغتصاب

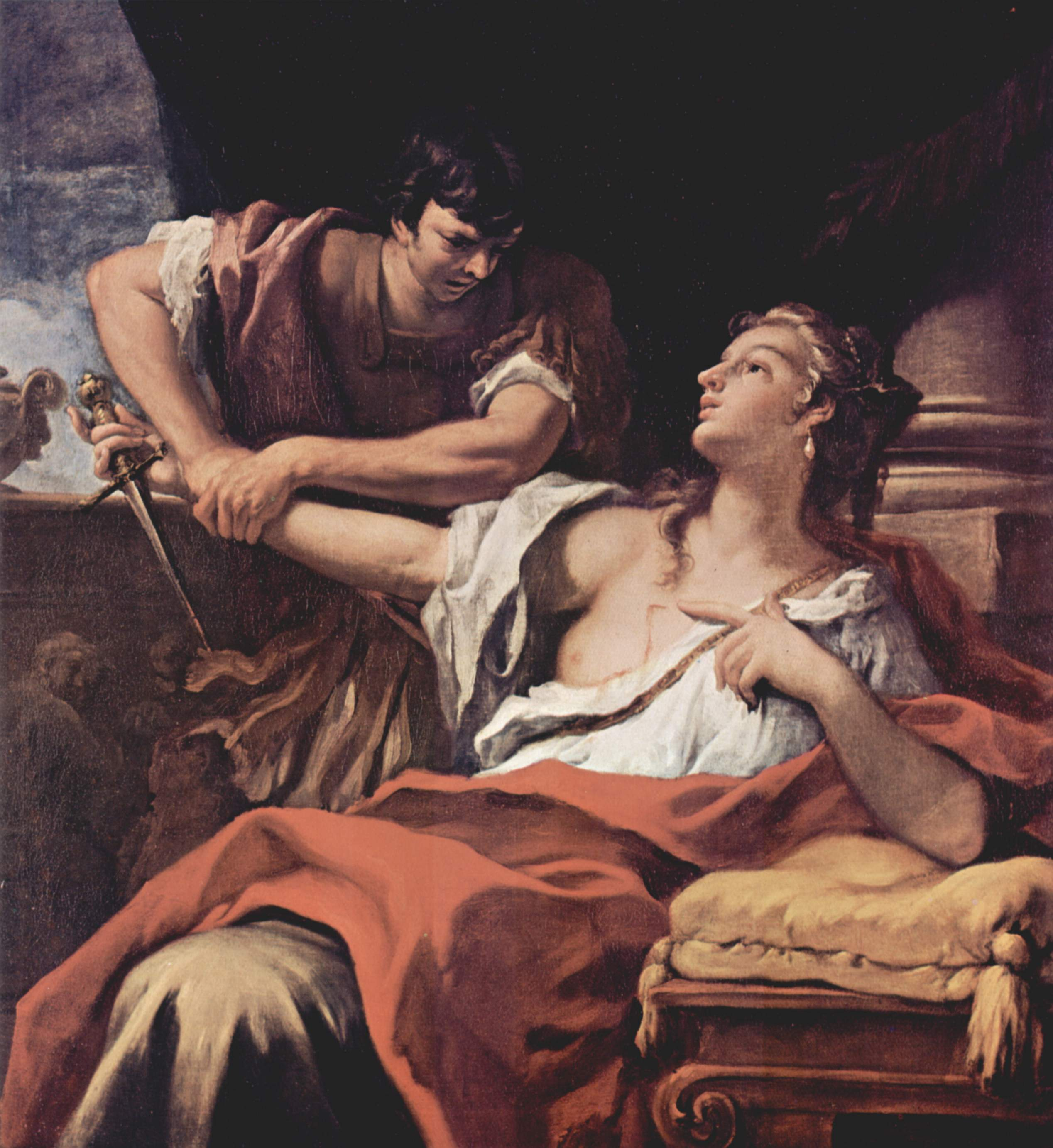

ظهر مفهوم الاغتصاب أول مرة سواءً للدلالة على الاختطاف أو التحرش الجنسي (لا يمكن التمييز بينهما دائمًا) في النصوص الدينية.

## العصور الكلاسيكية القديمة

### بشكل عام
وجد الاغتصاب منذ العصور القديمة الكلاسيكية في اليونان وروما في الفترة الاستعمارية واعتبر الاغتصاب من الجرائم العظيمة كحال الحرق والخيانة والقتل. «يتعرض الذين ارتكبوا الاغتصاب لمجموعة واسعة من العقوبات القاسية، كانت في كثير من الأحيان عقوبات دموية». أُعطي أقرباء الضحية في القرن الثاني عشر خيار تنفيذ العقوبة بأنفسهم. (كان من المتوقع في إنجلترا في أوائل القرن الرابع عشر أن تقوم ضحية الاغتصاب بإزالة عيني و / أو فصل خصيتي الجاني بنفسها). وعلى الرغم من قسوة هذه القوانين كانت العقوبات الفعلية عادة أقل حدّة بكثير: نادرًا ما تم في أواخر العصور الوسطى في أوروبا تقديم قضايا تتعلق باغتصاب نساء عزباوات أو متزوجات أو أرامل، وكانت تنتهي المشكلة عادة بغرامة مالية صغيرة فقط أو بالزواج بين الضحية والمغتصب.
كان يمكن لوالدي الفتاة في أوروبا خلال العصور الوسطى أن يزوجانها بالقوة إلى أيّ شخص غريب دون موافقتها، وعندما تصبح متزوجة لم يكون بإمكانها رفض ممارسة الجنس: لم يشمل مفهوم الاغتصاب العصور الوسطى إمكانية التعرض للاغتصاب من قبل الزوج.
قال توما الأكويني عالم اللاهوت في العصور الوسطى بأن الاغتصاب - رغم أنه خاطئ - كان أقلّ خطرًا بكثير من الاستمناء أو مقاطعة الجماع لأنه حقق الوظيفة الإنجابية للجنس في حين أنَّ الأفعال الأخرى انتهكت الغرض من الجنس.

## نوع الجريمة
اعتبر الاغتصاب في بعض الثقافات جريمة أقل حدةً لكونه ضد فتاة أو امرأة معينة من كونه جريمة ضد رب الأسرة أو ضد عفة المرأة. ونتيجة لذلك كان اغتصاب فتاة عذراء جريمة أكبر من جريمة اغتصاب فتاة غير عذراء حتى ولو كانت زوجة أو أرملة، وكان اغتصاب العاهرة في بعض القوانين ليس جريمة لأنها لا تملك عفّة. وخضعت موافقة المرأة للعديد من القوانين: على سبيل المثال في فرنسا في القرن السابع عشر تم تصنيف الزواج بدون موافقة الوالدين على أنه اغتصاب.
وغالبًا ما تكون عقوبة الاغتصاب غرامة تدفع للأب أو للزوج لأنهم المسؤولون عن تمويل المنزل.
تسمع بعض القوانين للمرأة بأن تتزوج المغتصب بدلًا من أن يتلقى العقوبة القانونية. وكان هذا سائدًا في القوانين التي لا تنص على أنَّ جريمة الاغتصاب ضد إرادة المرأة، ويقسم ذلك جريمة الاغتصاب إلى المعنى الحالي لها ومعنى آخر هو: وسيلة للزوجين لإجبار أسرهم على القبول بالزواج.
توجد اليوم وجهات نظر مختلفة حول نوع الجريمة التي يمكن تصنيف الاغتصاب فيها. يمكن أن ينظر إليه على أنه:
- الاغتصاب كعنف (الجرم الرئيسي هو تطبيق العنف الجسدي على الجسم، فهو ضرر جسدي يركز على الألم الجسدي والإصابة)
- الاغتصاب باعتباره انتهاكًا للاستقلال الذاتي (ينتهك الحق في اتخاذ القرار بشأن مع من ومتى تقيم المرأة علاقات جنسية، وينظر إلى اغتصاب الرجال كأمر خطير مثل اغتصاب النساء ويشمل أنواع كثيرة بما في ذلك الاغتصاب عن طريق الخداع).
- الاغتصاب كانتهاك للشرف (مزيج من وجهات النظر أعلاه: يركز بشكل ثنائي على الجانب الجسدي والنفسي)
- الاغتصاب كجريمة أخلاقية (اعتداء على كرامة المرأة كضحية، وبالتالي على كرامة طبقة النساء، وهو جريمة جنسية)
- التفسيرات النسوية المتطرفة للاغتصاب: يجب أن يوضح مفهوم الجماع الجنسي في المجتمع الذكوري حيث تواجه النساء الإكراه والتبعية، ويصعب في هذه الظروف الحصول على الموافقة الحقيقية من المرأة. قال روبن مورغان: «يحدث الاغتصاب في أي وقت يحدث فيه اتصال جنسي دون موافقة المرأة بعاطفتها الحقيقية ورغبتها». يقول كل من ميشيل مادن ديمبسي وجوناثان هيرينج في كتابها (لماذا يتطلب الاختراق الجنسي تبريرًا): إن الاختراق الجنسي للمرأة من قبل الرجل هو خطأ ظاهري يتطلب مبررًا من أجل التحقق من صحته، بسبب: «استخدام القوة البدنية اللازمة تحقيق الاختراق الجنسي، وخطر الأذى الذي قد يشكله الاختراق الجنسي، والمعنى السلبي للاختراق الجنسي في المجتمعات الذكورية».[9]

## المفهوم الإسلامي
إنَّ العقاب على ارتكاب الاغتصاب وفقًا لحديث من السنّة هو الموت ولا توجد خطيئة على الضحية، ولا يوجد أي عقاب دنيوي يقع عليها. [36] يعامل معظم الباحثون الاغتصاب على أنه حِرابة (جناية مثل جناية قطاع الطرق).
يُعرَّف الاغتصاب على أنّه (الزنا بالإجبار): أي الزنا بالإكراه. مع ملاحظة أنَّه يجب أن يكون خارج إطار الزواج، حيث لا يمكن أن تطلق الزوجة تهمة الاغتصاب على الزوج، لأنه لا يمكن أن يحدث في إطار الزواج، كما كان الحال في القانون الإنجليزي حتى عام 1991 عندما صرّح مجلس اللوردات أنه من غير المنطقي الحفاظ على هذا الموقف في المجتمع الغربي الحديث. يوفر نهج الشريعة الإسلامية مجموعة من العقوبات لجريمة الاغتصاب، ومن العقوبات التي قد يفرضها القاضي هي الحرابة وهي الأشد قسوة. وقد تؤدي تهمة الزنا إلى عقوبة 100 جلدة على الجاني، ويمكن الاخذ بعين الاعتبار عنصر استخدام القوة أو الإكراه، وبالتالي يُعاقب الجاني بشكل مختلف كالنفي العام أو الحكم بالسجن. ومن الجدير بالذكر أنَّ عقوبة الحرابة هي عقوبة الحد (أي يكون للقاضي ثلاثة خيارات يقرّها حسب تقديره). إذا اعتبرت الجناية ليست حرابة فإن العقوبات المتاحة للقاضي هي التعزير (التأديب) ولن يسمح للعقوبة بالوصول إلى مستوى الضرر الجسدي الشديد (أي أكثر من عشرة جلدات بالسوط). إنَّ تفسير وتطبيق هذه القوانين مثير للجدل مثل قانون الحدود الباكستانية الذي أقامه محمد ضياء الحق، والذي يُجرِّم المجني عليه الذي يخفق في الإتيان بأربعة شهود على الجريمة. ويفسد ذلك الهدف من القانون في حماية ضحية الاغتصاب ومنحها العدالة.